# 城市劇院

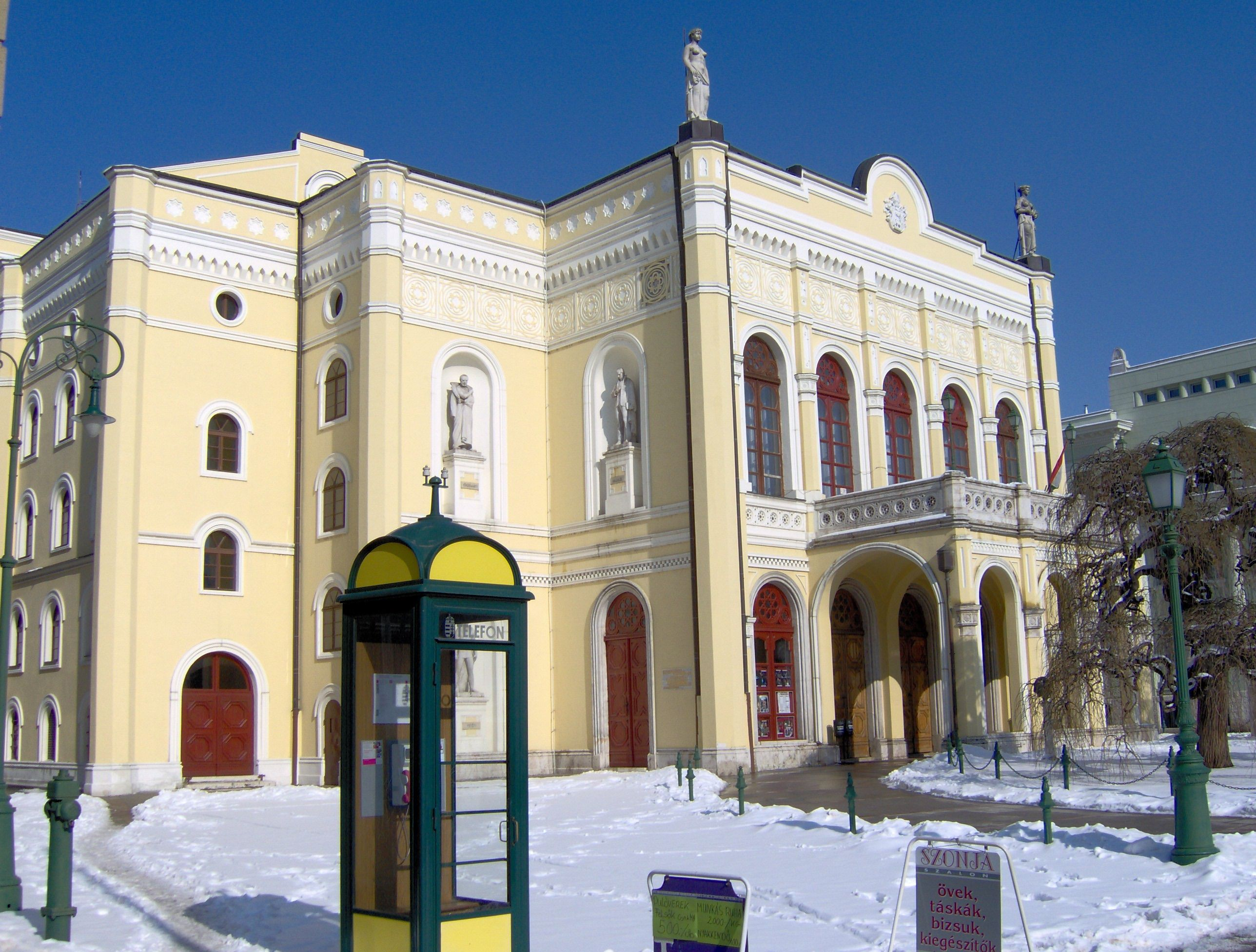
城市劇院

城市劇院（匈牙利語：Csokonai Theatre）是匈牙利城市德布勒森歷史最古老和最大的劇院。建築的設計者是Antal Szkalnitzky，外觀呈摩爾式建築。劇院開業於1865年Kossuth Lajos utca。城市劇院內部的裝飾也十分豪華。許多重要演員都曾在這裡演出過。

## 外部連結
- 官方网站